# Cours plus vite Charlie
Singles de Johnny Hallyday
À tout casser
(1968) Je suis l'amour
(1969)
Cours plus vite Charlie est une chanson de Johnny Hallyday. C'est une adaptation française, par Long Chris, de la chanson américaine Cut Across Shorty de Eddie Cochran. Précédent de quelques jours la sortie de l'album Rêve et amour (dont elle est extraite), la chanson sort en 45 tours le 18 octobre 1968.

## Histoire
Lorsque Johnny Hallyday grave à l'Olympic Sound Studio de Londres, en mars 1968, Cours plus vite Charlie, il n'a plus enregistré de rock'n'roll depuis trois ans (le dernier en date est Rock'n'roll musique, présent sur l'album Hallelujah de 1965). Entre ces deux titres, le chanteur s'est essayé à différents genres, tels que le rhythm and blues, la musique pop, la musique soul, le rock psychédélique et, bien qu'il ait repris à la scène le classique de Little Richard Lucille, il faut attendre l'album Rêve et amour et la chanson Cours plus vite Charlie pour qu'il revienne (furtivement), au rock'n'roll.
À la scène, si Cours plus vite Charlie est du spectacle d'Hallyday au Palais des sports de Paris en 1969, en revanche, il est absent de l'album live qui en découle et il faut attendre 1996 et l'opus Lorada Tour pour que le titre soit diffusé dans une version enregistrée en public.

## Musiciens
Sessions d'enregistrements aux Studios Olympic :
- Réalisation : Lee Hallyday, Mick Jones (*), Tommy Brown (*) (* direction d'orchestre également)
- Ingénieur du son : Keith Grant
- guitare : Mick Jones
- batterie : Tommy Brown

## Discographie
18 octobre 1968 :
- 45 tours Philips B 370.743 F[5]

Liste des pistes :

A. Cours plus vite Charlie (Cut Across Shorty) (2:22)
B. J'ai peur je t'aime (2:43)
- 45 tours promotionnel hors-commerce Philips 370 727[7] : Cours plus vite Charlie, Non, ne me dis pas adieu

21 octobre 1968
- 33 tours Philips 844845[8] : Rêve et amour

Discographie live :
- 1969 : Johnny 69 Palais des sports 26 avril 1969 (édition posthume en 2020)
- 1969 : Johnny Live Port Barcarès 1969 (édition posthume en 2020)
- 1970 : Johnny Hallyday live Cambrai 4 sept. 1970 (resté inédit jusqu'en 2022, sortie posthume)
- 1993 : Parc des Princes 1993 (absente de l'édition originale, cette version enregistrée en public est incluse dans la réédition de 2013[9])
- 1996  : Lorada Tour
- 2006 : Flashback Tour : Palais des sports 2006
- 2013 : On Stage

## Réception
La chanson atteint la 3e place des ventes en France et s'écoule à plus de 150 000 exemplaires. Elle se classe également en Turquie.

### Classements hebdomadaires
| Classement (1968)                       | Meilleure position |
| --------------------------------------- | ------------------ |
| Belgique (Wallonie Ultratop 50 Singles) | 9                  |
| France                                  | 3                  |
| Turquie                                 | 11                 |